# 伝え反り
伝え反り（つたえぞり）とは、相撲の日本相撲協会制定決まり手八十二手、反り手のひとつである。相手の腋の下を潜り抜け、相手を後ろに反り倒す技。2000年12月に追加された技の一つである。
2025年5月場所までにおいて、幕内では5度記録されている。
- 2002年9月場所3日目 - 朝青龍が貴ノ浪に
- 2022年9月場所4日目 - 宇良が宝富士に
- 2024年1月場所千秋楽 - 宇良が竜電に
- 2025年1月場所4日目および同年5月場所11日目 - いずれも宇良が高安に

また同期間において、十両では2度記録されている。
- 2006年3月場所12日目 - 里山が琉鵬に
- 2007年11月場所10日目 - 里山が栃乃花に

日本のアマチュア相撲の中学生以下では禁じ手である。